# Акулов, Борис Николаевич
Борис Николаевич Акулов (род. 18 июня 1954, с. Михайловка, Чимишлийский район, Молдавская ССР, СССР) — государственный и политический деятель Приднестровской Молдавской Республики. Председатель Комитета по телевидению, радиовещанию и печати Приднестровской Молдавской Республики с 14 апреля 1992 по 10 февраля 1997. Председатель Государственного комитета по информации и печати Приднестровской Молдавской Республики с 10 февраля 1997 по 27 июля 2000. Министр информации и телекоммуникаций Приднестровской Молдавской Республики с 27 июля 2000 по 11 января 2002.

## Биография
Родился 18 июня 1954 в селе Михайловка Чимишлийского района Молдавской ССР. По национальности — молдаванин.

### Образование
- Окончил Кишинёвский электротехнический техникум.
- В 1979 окончил Кишинёвский политехнический институт по специальности «автоматика и телемеханика».

### В период Молдавской ССР
С 1979 по 1986 — инженер-электронщик.
С 1986 по 1990 — начальник отдела Рыбницкого цементно-шиферного комбината.
С 1990 по 1991 —  депутат Верховного Совета Молдавской ССР.

### Карьера в ПМР
2 сентября 1990 вошёл в состав Президиума Временного Верховного Совета Приднестровской Молдавской ССР, стал одним из участников создания Приднестровской Молдавской Республики.
В ходе ноябрьских выборов 1991 Президента Приднестровской Молдавской Республики выдвигался на пост вице-президента ПМР при кандидлате Григорие Маракуце.
С 1992 по 1995 — депутат Верховного совета Приднестровской Молдавской Республики I созыва.
С 1992 по 10 февраля 1997 — Председатель Комитета по телевидению, радиовещанию и печати при Верховном Совете ПМР. В октябре 1996 Комитет переведён в подчинение Президента ПМР.
С 10 февраля 1997 по 27 июля 2000 — Председатель Государственного комитета по информации и печати Приднестровской Молдавской Республики.
С 27 июля 2000 по 11 января 2002 — министр информации и телекоммуникаций Приднестровской Молдавской Республики.
С начала 2002 до конца 2011 — Полномочный представитель президента ПМР на Украине.

### Деятельность на Украине
В конце 2011 выехал на постоянное место жительства на Украину. До 2017 является генеральным директором компании Интертелеком, первый национальный CDMA-оператор на Украине. С 2017 — председатель наблюдательного совета ООО «Интертелеком».

## Награды и премии
- Орден Республики
- Орден «За личное мужество»
- Орден «Трудовая слава»
- Медаль «За трудовую доблесть»
- Медаль «За безупречную службу» II и III степеней
- Медаль «Участнику миротворческой операции в Приднестровье»
- Лауреат государственной премии Приднестровской Молдавской Республики[2].